# Amut-pi-El

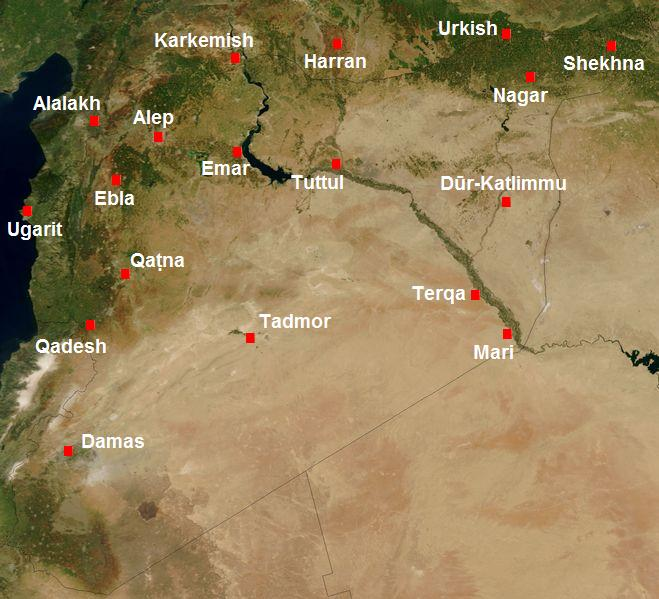
Mapa Syrii w II tys. p.n.e. z zaznaczoną Qatną

Amut-pi-El – amorycki król syryjskiego miasta-państwa Qatna, panujący w 1 połowie XVIII wieku p.n.e., syn i następca Iszki-Adada. Współczesny Hammurabiemu z Babilonu, wymieniony w słynnym liście pochodzącym z archiwum w Mari:
„Nie ma króla, który by sam jeden był najsilniejszy. Dziesięciu lub piętnastu królów idzie za Hammurabim, panem Babilonu. Tyle samo idzie za Rim-Sinem, panem Larsy, tyle samo za Ibal-pi-Elem z Esznunny, tyle samo za Amut-pi-Elem z Qatny, a dwudziestu idzie za Jarim-Limem z Jamhadu”
W innych listach z Mari wymieniany jest często jako sojusznik króla Zimri-Lima. Ustanowił też lepsze relacje pomiędzy Qatną a jej tradycyjnym wrogiem Jamhadem, rządzonym wówczas przez Jarim-Lima I.